# Muhotora (periodiskt vattendrag)
Muhotora är ett periodiskt vattendrag i Burundi.   Det ligger i provinsen Gitega, i den centrala delen av landet, 70 km sydost om huvudstaden Bujumbura.
Omgivningarna runt Muhotora är en mosaik av jordbruksmark och naturlig växtlighet. Runt Muhotora är det ganska tätbefolkat, med 192 invånare per kvadratkilometer.